# Empoasca incompta
Empoasca incompta är en insektsart som beskrevs av Rowland Southern 1982. Empoasca incompta ingår i släktet Empoasca och familjen dvärgstritar. Inga underarter finns listade i Catalogue of Life.